# Донецько-Орільська сідловина
Донецько-Орільська сідловина — тектонічна структура на південному сході України, в західній частині Донецького прогину. Розташована в Харківській, Донецькій та Дніпропетровській областях. Обмежена глибинними розломами. Розмір 100х140 км. Складена породами девонського та антропогенового віку потужністю до 20 тис. м. Поверхня фундаменту та окремих горизонтів осадового чохла лежить на 2-3 тис. м. вище, ніж у депресіях, і утворює т. зв. сідло. В межах сідловини відслонюються палеозойські підняття, іноді ускладнені девонськими соляними штоками та розривами. Корисні копалини: кам'яне вугілля (Зах. Донбас), будівельні матеріали та інше.